# Uma Narayan
Uma Narayan nasceu  em abril de 1958 na Índia. Bacharel em Filosofia pela Bombay University (Índia), Mestre em Filosofia pela Poona University (India) e Doutora pela Rutgers University, Nova Jersey em 1990.
Uma Narayan viveu por mais de uma década nos Estados Unidos, onde fez uma análise sobre a posição do feminismo indiano e não-ocidental. Também faz criticas sobre a epistemologia feminista, e o conceito de “tradição”. A autora faz comparações entre culturas ocidentais e não-ocidentais, e defende um tipo de feminismo pós-moderno, isto é, que leve em conta a heterogeneidade das mulheres, as diferenças e especificidades.
O capítulo intitulado “O Projeto da Epistemologia Feminista: Perspectivas de uma Feminista não ocidental” (originalmente em inglês: The project of feminist epistemology: Perspectives from a nonwestern feminist) trata especificamente das diferentes abordagens de temas feministas aqui no ocidente e no ‘não-ocidente’. Este capítulo foi traduzido para o português e compõe o livro Gênero, Corpo, Conhecimento editado por Alison M. Jaggar e Susan R. Bordo.
Uma Narayan é autora de “Dislocating Cultures: Identities, Traditions and Third World” e co-editora de “Reconstructing Political Theory: Feminist Perspectives” com Mary L. Shanley e “Having and Raising Children" com Julia Bartkowiak e "Decentering the Center: Postcolonial and Feminist Challenges to Philosophy” com  Sandra Harding.
Atualmente é professora do departamento de Filosofia da Vassar College em Poughkeepsie, NY.